# Factotum (film)
Factotum är en amerikansk-norsk långfilm från 2005 i regi av den norske regissören Bent Hamer. Filmen är baserad på boken med samma namn av Charles Bukowski. Matt Dillon spelar Henry Chinaski. Övriga roller görs av Lili Taylor och Marisa Tomei.

## Rollista
| Matt Dillon     | – Henry Chinaski |
| Lili Taylor     | – Jan            |
| Marisa Tomei    | – Laura          |
| Adrienne Shelly | – Jerry          |
| Fisher Stevens  | – Manny          |
| Karen Young     | – Grace          |
| Didier Flamand  | – Pierre         |